# Slipping Through My Fingers
«Slipping Through My Fingers» — песня шведской группы ABBA с ведущим вокалом Агнеты Фельтског, написанная Бенни Андерссоном и Бьорном Ульвеусом для альбома 1981 года The Visitors. Песня посвящена сожалению матери о том, насколько быстро выросла её дочь и как мало времени они провели вместе.
Вдохновительницей песни явилась дочь Бьорна и Агнеты Линда Ульвеус.
Песня была выпущена как сингл лишь в Японии (Discomate, 1981), где она стала виниловым промосинглом для The Coca-Cola Company с пустой второй стороной (точнее, на ней располагалась лишь фотография группы).

## Испаноязычная версия
«Se Me Está Escapando» — испаноязычная версия песни «Slipping Through My Fingers», с текстом авторства Buddy и Mary McCluskey. Песня вышла как сингл в испаноговорящих странах в 1982 году и включена на южноамериканские издания альбома The Visitors. Трек также вышел на CD в 1994 году в составе компиляции лейбла Polydor Más ABBA Oro и на расширенный выпуск ABBA Oro: Grandes Éxitos (1999).

## Кавер-версии и прочее
- Песня используется в мюзикле Mamma Mia! и в его экранизации.
- Американская певица Wendy Coates записала свою версию песни для альбома 2001 года Journeys.